# Turricula tornata
Turricula tornata é uma espécie de gastrópode do gênero Turricula, pertencente a família Clavatulidae.